# Tepidimonas taiwanensis
Tepidimonas taiwanensis es una bacteria gramnegativa del género Tepidimonas. Fue descrita en el año 2006. Su etimología hace referencia a Taiwán. Es aerobia y móvil por flagelo polar. Tiene un tamaño de 0,4-0,5 μm de ancho por 0,8-2 μm de largo. Contiene gránulos de polihidroxibutirato. Temperatura de crecimiento entre 35-60 °C, óptima de 55 °C. Catalasa negativa y oxidasa positiva. Tiene interés industrial ya que es capaz de producir polihidroxialcanoatos. Se ha aislado de fuentes termales en Taiwán, Italia e India.